# X Japan y la cultura popular
A lo largo de los años, X Japan se ha convertido en uno de los grupos más influyentes de Japón, lo que ha dado lugar a ciertas referencias en la cultura popular, ya sea de parte del mismo grupo o de sus miembros.

## Música
- En Italia existe una banda tributo llamada X Italia que se dedica a versionar canciones de X Japan y de hide. Suelen imitar sus looks varias veces.
- Su canción Forever Love fue usada como ending de la película basada en el anime X. Forever Love también fue usada como tema principal de "We never forget", un pequeño cortometraje usado en el museo Yushukan (que forma parte del Santuario Yasukuni) para recordar a víctimas japonesas en la guerra.
- Tears fue la primera canción japonesa en aparecer en la banda sonora de una película coreana, Windstruck.
- El ex primer ministro japonés Junichiro Koizumi ha declarado varias veces que X Japan es su grupo favorito y Forever Love su canción preferida en los karaoke. Forever Love fue usada como tema musical para los anuncios publicitarios del PLD para las elecciones japonesas de 2005 en que Koizumi hizo campaña junto a Yoshiki.
- Diversos artistas han citado a X Japan como una influencia remarcable, entre los que se incluye:
  - Dir en grey
  - The TRAX
  - Siam Shade
  - Luna Sea
  - Dragonland
  - Miyavi
  - Galneryus
  -  an cafe
  - Blood Stain Child
  - Nightmare

### Versiones
X Japan es uno de los grupos más imitados de Japón, aquí se recoge una lista de los artistas más destacados que han versionado alguna canción suya.
- Sonata Arctica: La banda finlandesa usó Silent Jealousy como introducción a un concierto suyo en Japón. Tanto la versión de Silent Jealousy como el concierto completo fueron lanzados más tarde dentro de un bootleg bajo el nombre de Only Way You Can.

- Cellador: La banda americana de Power metal Cellador tocó en algún ensayo una versión instrumental de Silent Jealousy, hasta el día de hoy no ha sido lanzada aún, pero en internet hay bootlegs disponibles.

- Anorexia Nervosa: La versión japonesa de Redemption Process, el segundo álbum de esta banda francesa de Black Metal Sinfónico, incluyó una versión de I'll Kill You.

- Dragonland: El tercer álbum de la banda sueca, Starfall, incluye una versión de Rusty Nail.

- The Trax: Quizás uno de los grupos que más se ha influenciado por X Japan. Uno de sus primeros sencillos, Scorpio, incluye una versión de Tears que fue producida por el mismo Yoshiki Hayashi. Más tarde lanzarían otra versión pero cantanda en coreano. MC The Max otra banda coreana también versionó alguna vez Tears.

- Globe: Durante la estancia de Yoshiki en Globe grabaron una versión de Say Anything que se puede encontrar en el álbum Global Trance.

## Cine y televisión
- En 1988, X Japan apareció en la película americana Tokyo Pop con Carrie Hamilton. En la película interpretaban a unos amigos de Hiro, interpretado por el también músico Diamond Yukai.
- La canción I.V. de X Japan fue la canción del final de la película Saw IV, pero solo la canción, no en la banda sonora.

## Videojuegos
X Japan es uno de los pocos grupos del que se ha lanzado un videojuego basado en ellos.
- X Japan Virtual Shock 001 de Sega para Sega Saturn. Consistía en sacar fotos del grupo instantes antes de que empezara su concierto de fin de año en 1994.

## Sitios
- Un restaurante en Barcelona, España se llama X JAPAN en honor al grupo.
- En Pusan, Corea hay una cafetería también llamada X JAPAN.

## Otros
- Yoshiki apareció en el videoclip de la canción Remedy de Abandoned Pools. También apareció en anuncios comerciales de 7-Eleven con música de Violet UK.
- Cada año se organiza en Taiwán un evento en el que se discute sobre X Japan y se ve tocar a grupos tributo. Eventos de este mismo tipo también se dan lugar en países como China.

- Datos: Q6169048